# Röda fackföreningsinternationalen

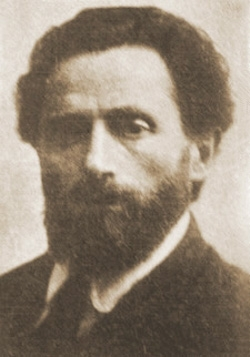
Aleksander Lozovskij, generalsekreterare

Röda fackföreningsinternationalen (RFI) (tyska: Rote Gewerkschafts-Internationale (RGI) ; engelska: Red International of Labour Unions (RILU) ; eller med sin ryska förkortning: Profintern) var en huvudorganisation, knuten till Komintern. Den grundades i Moskva 1921 och var verksam till 1937. Den hade tre generalsekreterare Aleksander Lozovskij, Andrés Nin och Michail Tomskij.

## Historia
RFI hade till en början stor självständighet från Komintern och Sovjetunionens stats- och partiledning, men blev med tiden alltmer ett bihang till den sovjetiska politiken. Den uppstod som ett förbund av kommunistiska fackföreningar, av minoritetsfraktioner i av socialdemokraterna dominerade fackföreningar och i början även av syndikalistiska fackföreningar. Den stod i motsättning till den av socialdemokraterna dominerade Internationella fackföreningsfederationen (IFTU, 1901-1945).     
Då Komintern 1934 proklamerat sin folkfrontspolitik, där kommunister och socialdemokrater skulle gå samman mot nazismen och fascismen, blev RFI till hinder och organisationen upplöstes i december 1937 ensidigt och stadgevidrigt av Komintern. Organisationens tillgångar tillföll Komintern.